# The Wrong Mans
The Wrong Mans è una serie televisiva britannica trasmessa da BBC Two dal 24 settembre 2013, ideata e interpretata da Mathew Baynton e James Corden.

## Trama
Sam Pinkett e Phil Bourne, due mediocri impiegati del comune di Bracknell, si trovano improvvisamente invischiati in un'inverosimile, ma terribilmente seria, rete di crimini, cospirazioni e corruzione, dopo che Sam risponde alla chiamata di un telefono cellulare ritrovato nel luogo di un incidente stradale.

## Episodi
| Stagione         | Episodi | Prima TV UK | Prima TV Italia |
| ---------------- | ------- | ----------- | --------------- |
| Prima stagione   | 6       | 2013        | inedita         |
| Seconda stagione | 2       | 2014        | inedita         |

## Produzione
Il 9 ottobre 2012 Janice Hadlow, direttore di BBC Two, ha annunciato la messa in onda di The Wrong Mans, una co-produzione di BBC e Hulu. La serie è stata commissionata da Janice Hadlow e Cheryl Taylor. Le riprese sono iniziate nel gennaio del 2013.
Jeremy Dyson è stato lo script editor della serie. Baynton ha spiegato a Radio Times perché le commedie thriller non vengano realizzate spesso: «Quando abbiamo iniziato a scriverla, abbiamo capito perché la gente non lo fa. È davvero difficile da scrivere! Un sacco di ore passate a sviluppare una trama. Ogni cosa deve avere tensione, andare avanti al ritmo giusto». La serie è ispirata a 24 e Burn After Reading. Riguardo al titolo volutamente errato, Corden ha detto: «Il motivo per cui l'abbiamo chiamata The Wrong Mans è per far capire che si tratta di una commedia. Se fosse un dramma, si sarebbe chiamata The Wrong Man».
A metà della prima stagione, BBC ha affermato riguardo alla serie che «c'è il desiderio di rinnovarla e la discussione è in corso». Baynton ha ulteriormente confermato che BBC vuole una seconda stagione, ma che «se non troveremo una storia abbastanza buona probabilmente non la faremo. Detto questo, attualmente abbiamo un'idea che stiamo sviluppando e sembra che ne valga la pena». Nell'aprile del 2014 BBC Two ha annunciato ufficialmente il rinnovo della serie per una seconda stagione.